# Gloria Rodríguez Aceves
Gloria Rodríguez Aceves (Ciudad de México, 24 de septiembre de 1926-16 de junio de 2019) referida en ocasiones como Gloria Rodríguez de Campos, fue una política mexicana, que fue miembro del Partido Popular Socialista (PPS) y luego del Movimiento Regeneración Nacional (Morena).

## Biografía
Originaria de la Ciudad de México, donde realizó sus estudios básicos, se tituló como profesora de Educación Primaria y realizó estudios de especialidad en Psicología y Pedagogía. 
Estuvo casada con Rafael Campos López, con quien se trasladó a residir en Teziutlán, Puebla; militante de izquierda como ella y quien fue presidente municipal de Teziutlán de 1972 a 1975 y en dos ocasiones diputado federal. Su simpatía por el PPS comenzó en 1954 al conocer a Vicente Lombardo Toledano —oriundo de Teziutlán, como su esposo— y se afilió formalmente al partido en 1960 y en 1961 fue delegada a la Conferencia Internacional de Mujeres en Cuba. Fue secretaria de Finanzas del comité estatal del PPS en Puebla de 1968 a 1973 y de 1978 a 1982, así como del comité municipal del partido de 1980 a 1983 y de Educación Política de 1983 a 1986.
En 1964 fue postulada candidata a diputada federal suplente por el Distrito 8 de Puebla siendo candidato propietario Lombardo Toledano. No lograron el triunfo, pero fueron elegidos diputados de partido, figura que aquel año se elegía por primera ocasión, a la XLVI Legislatura. No fue llamada a ejercer la diputación. En 1967 fue postulada en propiedad a la diputación por el mismo distrito, sin lograr tampoco el triunfo, pero siendo elegida diputada de partido y ejerciendo como tal para la XLVII Legislatura de 1967 a 1970.
En las elecciones de 1988 se integró junto con el PPS al Frente Democrático Nacional y apoyó la candidatura presidencial de Cuauhtémoc Cárdenas Solórzano. En dichas elecciones, resultó elegida por segunda ocasión diputada federal, esta vez por representación proporcional a la LIV Legislatura que concluyó en 1991. En esta legislatura fue también diputado su esposo Rafael Campos López, el en representación del Distrito 8 de Puebla.
Tras la desparición del PPS, continuó luchando en movimientos de izquierda en la Sierra Norte de Puebla y partir de 2013 se integró en Morena, siendo una de sus primeras fundadoras y apoyando a Andrés Manuel López Obrador en diversos movimientos; falleció el día 16 de junio de 2019.